# Копосова, Ольга Игоревна
О́льга И́горевна Ко́посова (род. 28 марта 1970, Москва) — российская актриса, наиболее известная по роли Галины Рогозиной в телесериале «След».

## Биография
Родилась 28 марта 1970 года в Москве. С детства увлекалась спортом (баскетбол) и любила петь. Окончила Московский музыкальный колледж.
Начала сниматься в кино в 1994 году в фильме «Неприкаянный». На выпускном вечере в спортивной школе, где она занималась баскетболом, была приглашена на «Мосфильм» для эпизодической роли (вместе с некоторыми девочками команды). После съёмок в нескольких эпизодах ей предложили встать на учёт на «Мосфильме». Пыталась поступить в ВТУ им. Б. Щукина, но не прошла творческий конкурс, а в ГИТИС на музыкальное отделение её не взяли по возрасту.
После этой неудачи поступила в Московский Музыкальный колледж, где преподавали актёрское мастерство и сценическую речь, и проучилась с 1989 по 1993 год. Также продолжала сниматься в эпизодических ролях и многому училась у актёров. Помогало ей и спортивное прошлое: спортивные навыки не раз пригодились на съёмочной площадке.
В 2007 году роль Галины Рогозиной в сериале «След» принесла ей большую популярность.

## Фильмография
- 1988 — Неприкаянный — девушка на дискотеке
- 1989 — Закон — наложница Берии
- 1989 — Я в полном порядке — девушка в Доме туриста
- 1990 — Секс и перестройка (Франция) — девушка в такси
- 1991 — Казино — Джейн
- 1992 — Сумасшедшая любовь — медсестра
- 1992 — Танцующие призраки — эпизод
- 1993 — Месть шута — Маддалена
- 1993 — Убийца — Ира-гримёр
- 1993 — Чёртовы куклы — Обри
- 1996 — Барханов и его телохранитель — девушка Шефа
- 1998 — Игра в браслетах — жена хозяина судна
- 1998 — Сочинение ко Дню Победы — секретарша
- 1999 — Женщин обижать не рекомендуется — официантка
- 2000 — Новый год в ноябре — секретарша
- 2001 — Next — Алёна, секретарша банкира
- 2001 — Курортный роман — Марина, модель (серия «Школа выживания»)
- 2006 — В ритме танго — гостья
- 2006—2011 — Счастливы вместе — Анжелика Максимовна, тренер группы поддержки
- 2007 — н. в. — След[2] — полковник Галина Николаевна Рогозина, руководитель ФЭС МВД России
- 2012 — Свидание — жена Молоха

### Клипы
- 1994 — Дюна — Борька-бабник — «Королева» (женщина-клиентка автомастерской)